# 亨利·卡尔
亨利·卡尔（英語：Henry Carr，1941年11月27日—2015年5月29日），生于亚拉巴马州蒙哥马利，美国男子田径、美式足球运动员。他曾在1964年夏季奥运会田径比赛中获得男子200米和4×400米接力金牌。